# Старомихайловський (селище)
Старомихайловський (рос. Старомихайловский) — селище у Каргатському районі Новосибірської області Російської Федерації.
Входить до складу муніципального утворення Беркутовська сільрада. Населення становить 98 осіб (2010).

## Історія
Згідно із законом від 2 червня 2004 року органом місцевого самоврядування є Беркутовська сільрада.

## Населення
| 2002 | 2007 | 2010 |
| ---- | ---- | ---- |
| 175  | ↘114 | ↘98  |